# Andreas G. Graf
Andreas G. Graf (* 29. April 1952; † 5. Juli 2013) war ein deutscher Historiker und Geschichtsredakteur.
Graf studierte an der Humboldt-Universität zu Berlin sowie am Institut für Marxismus-Leninismus Geschichte und promovierte im Februar 1990 über Anarchismus. Zeitweise war er Mitarbeiter und Sekretär beim vom Runden Tisch 1990 initiierten Medienkontrollrat der DDR, der im September 1990 seine Arbeit einstellte, als die Übernahme der ostdeutschen Medien durch westdeutsche Einrichtungen unabwendbar war. Gleichzeitig organisierte er sich im Unabhängigen Historikerverband der DDR und äußerte 1991 klar: „Nur wenige sozialwissenschaftliche Disziplinen standen so unter parteipolitischer Kuratel wie die Geschichtswissenschaft. Sie war nicht bloßer Appendix, sondern Legitimationsvehikel der SED-Herrschaft schlechthin, auf die der studentische Nachwuchs a priori eingeschworen wurde.“
2001 wurde er Mitarbeiter im Otto-Suhr-Institut für Politik und bei der Gedenkstätte Deutscher Widerstand unter Peter Steinbach. Grafs Forschungen betrafen die anarchistische und anarchosyndikalistische Bewegung in Deutschland im Kaiserreich, der Weimarer Republik und in der Zeit des Nationalsozialismus vor allem den Widerstand. So gab er einen Reisebericht des schwedischen Anarchisten Rudolf Berner mit heraus. Er war erst Redakteur und zuletzt auch Mitherausgeber der Fachzeitschrift IWK – Internationale wissenschaftliche Korrespondenz zur Geschichte der deutschen Arbeiterbewegung, die 2008 wegen fehlender Finanzierung eingestellt wurde.

## Schriften
- Anarchismus in der Weimarer Republik. Tendenzen, Organisationen, Personen, Berlin 1990 (zugleich: Dissertation, Humboldt-Universität).
- mit Heike Graf: Der Medienkontrollrat – Insel der Stabilität im medienpolitischen Schlachtenlärm. In: Werner Claus (Hrsg.): Medien-Wende – Wende-Medien. Dokumentation des Wandels im DDR-Journalismus Oktober ’89 – Oktober ’90, Berlin 1991, S. 7–15.
- Wende und Wände. Zur Selbstfindung der (DDR-)Geschichtswissenschaft. In: Konrad H. Jarausch (Hrsg.): Zwischen Parteilichkeit und Professionalität. Bilanz der Geschichtswissenschaft der DDR, Akademie, Berlin 1991, ISBN 3-05001892-5.
- Autor und Hrsg. mit Dieter Nelles: Widerstand und Exil deutscher Anarchisten und Anarchosyndikalisten (1933–1945). In: Rudolf Berner: Die unsichtbare Front. Bericht über die illegale Arbeit in Deutschland (1937), Berlin/Köln 1997.
- Mithrsg.: Anarchisten gegen Hitler: Anarchisten, Anarcho-Syndikalisten, Rätekommunisten in Widerstand und Exil, Lukas Verlag, Berlin 2000.